# Gare de Rouillé
Gare de Rouillé vasútállomás Franciaországban, Rouillé településen.

## Vasútvonalak
Az állomást az alábbi vasútvonalak érintik:
- Saint-Benoît-La Rochelle-Ville-vasútvonal

## Kapcsolódó állomások
A vasútállomáshoz az alábbi állomások vannak a legközelebb:
- Gare de Lusignan
- Gare de Pamproux